# Naomi Judd
Naomi Judd, nom amb què es coneix Diana Ellen Judd (Ashland, Kentucky, 11 de gener de 1946 – 30 d'abril de 2022) fou una cantant i compositora de country, actriu i activista estatunidenca, mare de l'actriu Ashley Judd i de la cantant de country Wynonna Judd, amb qui va formar el grup The Judds.

## Biografia
Naomi Judd va néixer amb el nom de Diana Ellen Judd, filla de Charles Glen, propietari d'una gasolinera, i Pauline, una mestressa de casa que més tard es va convertir en cuinera de vaixell. Amb 18 anys va tenir la seva primera filla amb Michael Ciminella, Christina Ciminella (que es canviaria el nom per Wynonna Judd), i quatre anys més tard va néixer la segona, Ashley. En aquells moments vivien tots tres a Califòrnia, i el 1972 la parella es va divorciar. Judd va començar a sortir amb un altre home, i quan aquest va començar a maltractar-la físicament ella va presentar una ordre de restricció i es va endur les seves nenes de tornada a Kentucky. A partir d'aquell moment va haver de criar-les sola subsistint amb prestacions socials, a la vegada que estudiava Infermeria al College of Marin de Califòrnia, on havien tornat al 1976.
Posteriorment va abandonar la feina d'infermera per començar una exitosa carrera musical amb la seva filla gran, amb qui va formar el duo de country The Judds després d'haver-se canviat els noms a Naomi i Wynonna, respectivament. El 1983 havia convençut un productor discogràfic (la filla del qual havia cuidat com a infermera) per escoltar-les actuar, qui va quedar "encantat", i finalment el duo va signat per RCA i Curb. L'equip mare-filla més famós de la música country va aconseguir vint cançons top 10 (incloent-hi quinze en el primer lloc) i va ser invicte durant vuit anys consecutius en els tres grans premis de música country. A més, el duo va guanyar cinc premis Grammy i una gran varietat de premis i honors. Com a compositora, Judd també va guanyar un Grammy a la millor cançó country de l'any amb "Love Can Build a Bridge".
El 6 de maig de 1989 es va casar amb Larry Strickland, dels Palmetto State Quartet.
El 1991, després d'haver venut més de 20 milions d'àlbums i vídeos en set anys i al cim de la seva carrera, el regnat de The Judds va acabar bruscament quan a Naomi se li va diagnosticar hepatitis C, una malaltia hepàtica crònica potencialment mortal que la va obligar a retirar-se dels escenaris. Tot i que els metges van pronosticar que li quedava poc temps de vida, va rebutjar aquella "sentència de mort". Va començar a sotmetre's a exhaustius tractaments d'interferó, que causen reaccions similars a la quimioteràpia, i també es va embarcar en la recerca de respostes i alternatives, fet que la va dur a tractaments "integrats", com ara el biofeedback, l'aromateràpia i la meditació, que, per ella, va començar a produir resultats. Va treballar en la reducció de l'estrès, va cercar la realització espiritual, i finalment va superar la malaltia, afirmant que "estava en remissió sostinguda" i que era "un miracle documentat mèdicament".

## Després de The Judds
Arran de les seves vivències Judd va esdevenir una activista de diverses causes (principalment relacionades amb la salut), i també una oradora motivacional, i ha utilitzat les plataformes al seu abast (programes de televisió, conferències, llibres, etc.) per tal de fer arribar el seu missatge a més gent. El 1991 va crear el fons d'educació i investigació Naomi Judd per conscienciar sobre l'hepatitis C, i utilitza la fortalesa de les seves pròpies experiències com a portaveu de l'American Liver Foundation. Mai no ha oblidat les seves arrels humils ni el fet d'haver hagut de subsistir gràcies a l'assistència social, i ajuda a col·lectius sense recursos aportant i distribuint menjar, roba i regals de nadal, i també critica la manca de cobertura sanitària gratuïta als Estats Units, afirmant que des del seu punt de vista "és immoral". "He estat una dona maltractada, i visito refugis per a dones. He rebut assistència social, i sé que la millor manera de trobar una mà que ajuda és que la gent miri el final dels seus propis braços."
L'any 1993 va tornar al món de l'actuació amb el telefilm Rio Diablo; posteriorment li seguirien altres títols, tant de sèries de televisió com de pel·lícules i telefilms.
The Judds es van tornar a reunir per actuar la nit de cap d'any de 1999 en un concert a Phoenix (Arizona); El febrer del 2000 iniciarien la gira "Power to Change", que es va allargar fins a finals d'estiu d'aquell any. El duo tornaria a reunir-se posteriorment en altres ocasions puntuals.
El novembre del 2005 va començar a presentar el talk show Naomi's New Morning al Hallmark Channel, que va durar dues temporades, i el 2008 es va unir com a jutge i mentora al concurs musical de telerealitat Can You Duet, a la Country Music Television. L'abril de 2011 The Judds van protagonitzar la seva primera sèrie de telerealitat documental, The Judds, al canal OWN (Oprah Winfrey Network); la sèrie les va seguir en la seva última gira de concerts, i va explorar la seva relació mare-filla. La darrera aparició seva en televisió va ser el 2017, quan va competir amb el seu marit, Larry Strickland, en la primera temporada del programa de cuina de telerealitat My Kitchen Rules, de la FOX.
També és l'autora de diversos llibres d'autoajuda, com ara Naomi's Guide to Aging Gratefully: Facts, Myths, and Good News for Boomers.
Activista i oradora motivacional.

## Filmografia
- 1979: More American Graffiti
- 1983: Living Proof: The Hank Williams, Jr. Story, telefilm
- 1993: Rio Diablo, telefilm
- 1994: Sisters, sèrie de televisió; episodi "Up in the Air", interpretant-se a si mateixa
- 1996: 3rd Rock from the Sun, sèrie de televisió; episodi "Father Knows Dick"
- 1996: The Client, sèrie de televisió; episodi "Damn Yankees"
- 1999: A Holiday Romance, telefilm
- 1999: Family Tree
- 2000: Touched by an Angel, sèrie de televisió; episodi "Mother's Day"
- 2001: Someone Like You..., amb Ashley Judd
- 2002: Frasier, sèrie de televisió; episodi "War of the Words"
- 2002: Maybe It's Me, sèrie de televisió; episodi "The Wedding and a Funeral Episode"
- 2005: Higglytown Heroes, sèrie de televisió; episodi "Two Bees or Not Two Bees"
- 2011: The Killing Game, telefilm
- 2013: Window Wonderland, telefilm
- 2013: Nearlyweds, telefilm
- 2014: An Evergreen Christmas

## Llibres[12]
- 1993: Love Can Build a Bridge, amb Wynonna Judd
- 1997: Naomi's Home Companion: A Treasury of Favorite Recipes, Food for Thought and Country Wit and Wisdom
- 2000: Naomi Judd's Guardian Angels, amb il·lustracions de Dan Andreasen[13]
- 2003: Naomi's Breakthrough Guide: 20 Choices to Transform Your Life, amb Laura Morton
- 2005: The Transparent Life : 30 Proven Ways to Live Your Best
- 2005: Gertie the Goldfish And the Christmas Surprise
- 2007: Gertie the Goldfish And the Golden Rule
- 2007: Naomi's Guide to Aging Gratefully: Facts, Myths, and Good News for Boomers
- 2016: River of Time: My Descent into Depression and How I Emerged with Hope, amb Marcia Wilkie